# Just Fuster
Just Fuster (Tronchón, Província de Terol) músic aragonès, molt popular a València a mitjan segle xix.
Es dedicà a l'ensenyament de la música, per a la qual tenia condicions excel·lents, i fou mestre de la major part dels músics de la segona meitat del segle xix que figuren al capdavant del moviment musical valencià. Deixà escrites moltes obres.